# تشاك بليزر
تشاك بليزر (26 أبريل 1945 - 12 يوليو 2017) هو مسؤول أمريكي لكرة القدم، شغل عدداً من المناصب الرفيعة المستوى قبل أن يصبح مخبراً حكومياً بشأن الفساد المستشري داخل كرة القدم المنظمة، تم حظره من قبل الاتحاد الدولي لكرة القدم في عام 2015. كان عضوًا في اللجنة التنفيذية للاتحاد الدولي لكرة القدم (فيفا) من عام 1996 إلى عام 2013، وأمينًا عامًا لاتحاد الكونكاكاف من عام 1990 إلى عام 2011، ونائبًا تنفيذيًا لرئيس الاتحاد الأمريكي لكرة القدم.
في عام 2013، اعترف تشارلز جوردون بليزر بالتآمر مع أعضاء آخرين في اللجنة التنفيذية للفيفا لتلقي رشاوى فيما يتعلق بمحاولة المغرب الفاشلة ومحاولة جنوب أفريقيا الناجحة لاستضافة كأس العالم في عامي 1998و2010 على التوالي. وجاءت اعترافاته خلال الإدلاء بشهادته في إجراءات النطق بالحكم في محكمة فيدرالية في نيويورك.

## سيرته
نشأ تشاك بليزر في عائلة يهودية من الطبقة المتوسطة في مدينة نيويورك في حي كوينز، حيث كان والده يدير متجرًا للقرطاسية والصحف. التحق بمدرسة فورست هيلز الثانوية ثم حصل على شهادة في المحاسبة من جامعة نيويورك. بعد تخرجه، التحق بكلية ستيرن لإدارة الأعمال في جامعة نيويورك لكنه لم يكمل درجة الماجستير في إدارة الأعمال. أمضى عددًا من السنوات في بيع المواد الترويجية والتسويقية، وكان أول نجاح حققه هو توريد الأزرار لموجة الابتسامات في السبعينيات. عندما بدأ ابنه ممارسة كرة القدم للشباب في مقاطعة ويستشستر، نيويورك، في عام 1976، بدأ بليزر تدريب الفريق على الرغم من أنه لم يلعب اللعبة مطلقًا. يُذكر بأنه كان إداريًا ماهرًا ونشطًا، مهتمًا بالتنظيم أكثر من التدريب. تدرج في إدارة كرة القدم للشباب حتى وصل إلى اتحاد شرق نيويورك لكرة القدم.

## حياته المهنية
في عام 1984، نجح في إقناع بيليه بدعم حملته الانتخابية، وتم انتخابه لعضوية اتحاد كرة القدم في الولايات المتحدة كنائب تنفيذي للرئيس المسؤول عن المسابقات الدولية. في العامين التاليين، لعب فريق كرة القدم الأمريكي للرجال 19 مباراة، بعد أن لعب مباراتين فقط في العامين السابقين لانتخاب بليزر. أثناء عمله مع كرة القدم الأمريكية، لعب بليزر دورًا محوريًا في اتخاذ القرار بشأن تقديم عرض ناجح لاستضافة كأس العالم 1994. في هذا الوقت أيضًا، تم تشكيل فريق كرة القدم النسائي الأمريكي. وقد منحه منصب بليزر مقعدًا في مجلس إدارة اتحاد الكونكاكاف، حيث التقى جاك وارنر. في عام 1986، وبعد فشله في الفوز بإعادة الانتخاب، شارك في تأسيس الدوري الأمريكي لكرة القدم، وأداره من منزله. لم يستمر الأمر سوى عامين، حيث أُجبر بليزر على الخروج من قبل المالكين الذين شعروا أنهم لم يتلقوا معلومات كافية بشأن الأمور المالية. أصبح رئيسًا لفريق ميامي شاركس، وتولى مسؤولية الشؤون المالية، لكنه ترك المنصب فجأة بعد خمسة أشهر في مايو 1989.
في عام 1989، أقنع بليزر جاك وارنر بالترشح لرئاسة اتحاد الكونكاكاف. أدار بليزر حملة وارنر الناجحة ثم تم تعيينه أمينًا عامًا. كان الأمين العام لاتحاد الكونكاكاف من عام 1990 حتى عام 2011. كان عضوًا في اللجنة التنفيذية للاتحاد الدولي لكرة القدم من عام 1996 حتى أبريل 2013، عندما تم انتخاب سونيل جولاتي ليحل محله.

## اتهامات بالفساد
في مايو 2011، ورداً على مزاعم الرشوة التي قدمها الممثلون الوطنيون الذين حضروا اجتماع اتحاد كرة القدم الكاريبي في 10 مايو، بدأ بليزر تحقيقاً مع رئيس الاتحاد الآسيوي لكرة القدم محمد بن همام ونائب رئيس الاتحاد الدولي لكرة القدم جاك وارنر. وأجرى التحقيق جون ب. كولينز، المدعي العام الفيدرالي السابق في الولايات المتحدة وعضو اللجنة القانونية في الاتحاد الدولي لكرة القدم. وقد أدى تقديمها إلى إيقاف وارنر وبن همام عن ممارسة جميع أنشطة كرة القدم من قبل الاتحاد الدولي لكرة القدم في 29 مايو 2011، في انتظار نتائج التحقيقات والإجراءات التي يجريها الاتحاد الدولي لكرة القدم. حاول رئيس الكونكاكاف بالنيابة ليسلي أوستن إقالة بليزر بعد خمسة أيام، لكن اللجنة التنفيذية للكونكاكاف منعت هذا الإجراء. في 15 يونيو 2011، تم استجواب بليزر من قبل لجنة الأخلاقيات التابعة للفيفا.
في 14 أغسطس 2011، أشار الصحفي أندرو جينينجز في صحيفة الإندبندنت البريطانية إلى أن مكتب التحقيقات الفيدرالي كان يفحص أدلة وثائقية تكشف عن مدفوعات كرة قدم سرية إلى حسابات خارجية يديرها بليزر. بدأ بليزر العمل متخفيًا لصالح مكتب التحقيقات الفيدرالي في ديسمبر 2011.
في 19 أبريل 2013، اتُهم بليزر وجاك وارنر بالاحتيال الضخم أثناء وجودهما في منصبيهما كمسؤولين تنفيذيين في اتحاد الكونكاكاف. قد توصلت عملية تدقيق جنائية أجرتها لجنة النزاهة في المنظمة إلى أن الرجلين كانا يعملان دون عقد مكتوب منذ عام 1998 حتى رحيلهما، وأن بليزر حصل على 15 مليون دولار أمريكي كعمولات مقابل خدماته خلال تلك الفترة الزمنية. وتوقع مصدر حكومي مجهول أن التحقيق الجاري الذي يجريه مكتب التحقيقات الفيدرالي في شؤون بليزر المالية سوف يتوسع بشكل كبير وأن تنضم إليه مصلحة الضرائب. في مايو 2013، تم إيقاف بليزر لمدة 90 يومًا.
في 1 نوفمبر 2014، أفادت تقارير من قبل صحيفة نيويورك ديلي نيوز أن بليزر كان مخبرًا سريًا لمكتب التحقيقات الفيدرالي وخدمة الإيرادات الداخلية، وسجل اجتماعات رئيسية بين المسؤولين التنفيذيين في الاتحاد الدولي لكرة القدم (الفيفا) ولألعاب أولمبياد صيف 2012. اضطر بليزر إلى الإبلاغ لمكتب التحقيقات الفيدرالي ودائرة الإيرادات الداخلية بعد أن اكتشفا أكثر من عقد من الزمان من الضرائب غير المدفوعة على الدخول المخفية التي تقدر بملايين الدولارات. في 27 مايو 2015، تم القبض على العديد من مسؤولي الاتحاد الدولي لكرة القدم في زيوريخ، وكان بليزر شاهدًا متعاونًا رئيسيًا في التحقيق الذي أدى إلى الاعتقالات. في مقابل تعاونه، وافق بليزر على الاعتراف بالذنب في تهم تشمل الابتزاز، والاحتيال الإلكتروني، والتهرب الضريبي، وغسيل الأموال. توفي بليزر قبل صدور الحكم عليه. وكان سبب التأخير في النطق بالحكم هو قرار المتهمين معه بالذهاب إلى المحاكمة.
في 3 يونيو 2015، تم الكشف عن محضر جلسة النطق بالحكم المغلقة (التي عقدت في المحكمة الجزئية الأمريكية للمنطقة الشرقية من نيويورك في 25 نوفمبر 2013) وتم نشره للعامة. في شهادته عام 2013، اعترف بليزر بالتآمر مع أعضاء آخرين في اللجنة التنفيذية للاتحاد الدولي لكرة القدم (فيفا) لتلقي رشاوى فيما يتصل باختيار الدول المضيفة لكأس العالم عامي 1998 و2010. في 9 يوليو 2015، تلقى بليزر حظرًا مدى الحياة من الاتحاد الدولي لكرة القدم (الفيفا) عن جميع الأنشطة المتعلقة بكرة القدم.

## الحياة الشخصية
تزوج بليزر من عام 1965 إلى عام 1995. توفي في 12 يوليو 2017 بسبب سرطان القولون والمستقيم في مستشفى في نيوجيرسي عن عمر يناهز 72 عامًا. وفي وقت وفاته، كان يعاني أيضًا من مرض الشريان التاجي والسكري.